# 팔레스타인 분할안

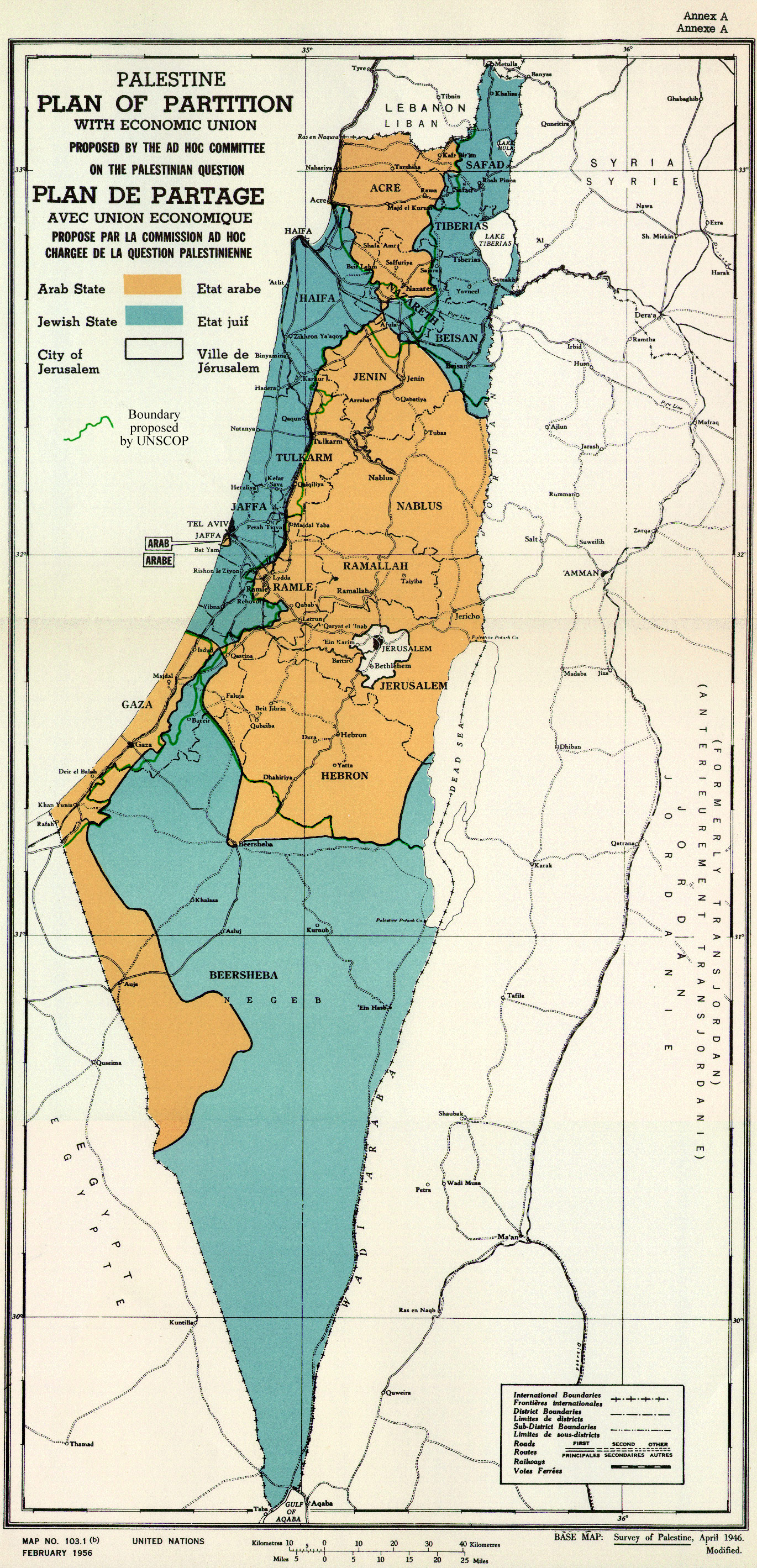
유엔 팔레스타인 특별위원회(1947년 9월 3일)와 유엔 임시위원회(1947년 11월 25일)가 제시한 팔레스타인 분할안

1947년 유엔 팔레스타인 분할안에 따른 국경선:
유대인 국가
아랍인 국가
예루살렘 특별 지역
1949년에 설정된 휴전선:
1967년까지 이집트, 요르단이 지배하던 지역
이스라엘

팔레스타인 분할안(영어: United Nations Partition Plan for Palestine) 또는 유엔 총회 결의 제181호(United Nations General Assembly Resolution 181, A/RES/181(II))는 제2차 세계 대전 종료 이후인 1947년에 팔레스타인 문제 해결을 위하여 유엔이 제안한 내용으로 팔레스타인 지역을 유대인 국가, 아랍인 국가, 예루살렘으로 분할하는 안건이다.

## 배경
638년 아랍인들이 당시 비잔티움 제국의 속주이던 팔레스타인을 점령한 이래 그 땅은 1300여년이 넘는 세월 동안 아랍인의 터전으로 유지되어 왔다. 오스만 제국 치하에서도 이슬람교를 믿는 아랍인들은 튀르크인과 더불어 오스만 제국의 지배 계층이었으며 팔레스타인 인구의 절대 다수를 차지해왔다. 저스틴 맥카시의 통계에 의하면 1900년 당시 팔레스타인 인구의 94%가 아랍인이었다.
그러나 제1차 세계 대전 이후 이 지역을 통치하고 있던 영국은 초기에 유대인의 이주를 묵인하였고, 현지 아랍인들과의 갈등이 점차 커지자 유대인들의 이주를 제한하려고 시도하였다. 그러나 이 시도는 양측 모두로부터 불만을 살 뿐이었고, 팔레스타인 주둔 영국군에 대한 이스라엘인들의 테러가 발생하는 상황에까지 이르렀다. 제2차 세계 대전 이후의 재건 문제만으로도 복잡했던 영국은 결국 팔레스타인 문제를 유엔(UN)에 상정하였다.

## 경과
1947년 9월 3일에는 유엔 팔레스타인 특별위원회(United Nations Special Committee On Palestine, UNSCOP)가 팔레스타인 분할안을 제시했고 1947년 11월 25일에는 유엔 임시위원회(Ad Hoc Committee)가 팔레스타인 지역을 유대인 국가, 아랍인 국가, 예루살렘으로 분할하는 결의안을 채택했다.
1947년 11월 29일에 열린 제2차 유엔 총회는 128번째 회의에서 팔레스타인 분할과 관련된 결의안을 찬성 33개국, 반대 13개국, 기권 10개국, 불참 1개국으로 통과시켰다. 또한 예루살렘은 유엔이 관할하는 특별 지역으로 지정했다.
이 결의안에 대해 유대인들은 환영했지만, 팔레스타인 내부에 거주하던 아랍인들은 분노했다. 당시 인구 비율에서 아랍인의 3분의 1, 전체 면적의 7%만을 소유하고 있던 유대인들에게 팔레스타인 전역의 56%를 분할한다는 내용이 이 분할안의 골자였다. 특히 지역 생계 기반인 올리브 농장과 곡창 지대의 80%, 아랍인 공장의 40%가 유대인에게 배정되었다. 이로써 경작 가능한 대부분의 비옥한 땅이 유대인 차지가 된 것이다.
다만 1948년 영국이 팔레스타인 땅에 대한 통치에서 물러 날 때 팔레스타인 땅의 9%가 유대인 소유, 아랍인 소유가 3%, 17%는 버려진 땅, 71%는 영국의 위임통치령에 속했다가 이후 이스라엘에 양도되었다. 아랍인의 소유는 3%에 불과하였다는 점도 함께 고려해야 한다.
팔레스타인 내(內)에 거주하던 아랍인들의 분노는 극에 달했고, 중동의 반미주의도 이때부터 싹트게 되었다. 아랍인들은 이 분할안 채택이 미국의 주도로 이루어졌다고 생각했기 때문이다. 실제로 이 분할안은 미국과 소련의 주도로 통과되었으며, 영국은 기권하였다.
1948년 영국이 팔레스타인 지역의 통치를 포기하고 철수하자 유대인들은 팔레스타인 분할안에 근거하여 팔레스타인을 차지하고 이스라엘의 건국을 선포했다. 이에 반발한 아랍 연맹이 이스라엘을 상대로 일으킨 전쟁이 제1차 중동 전쟁이다.

## 투표 결과

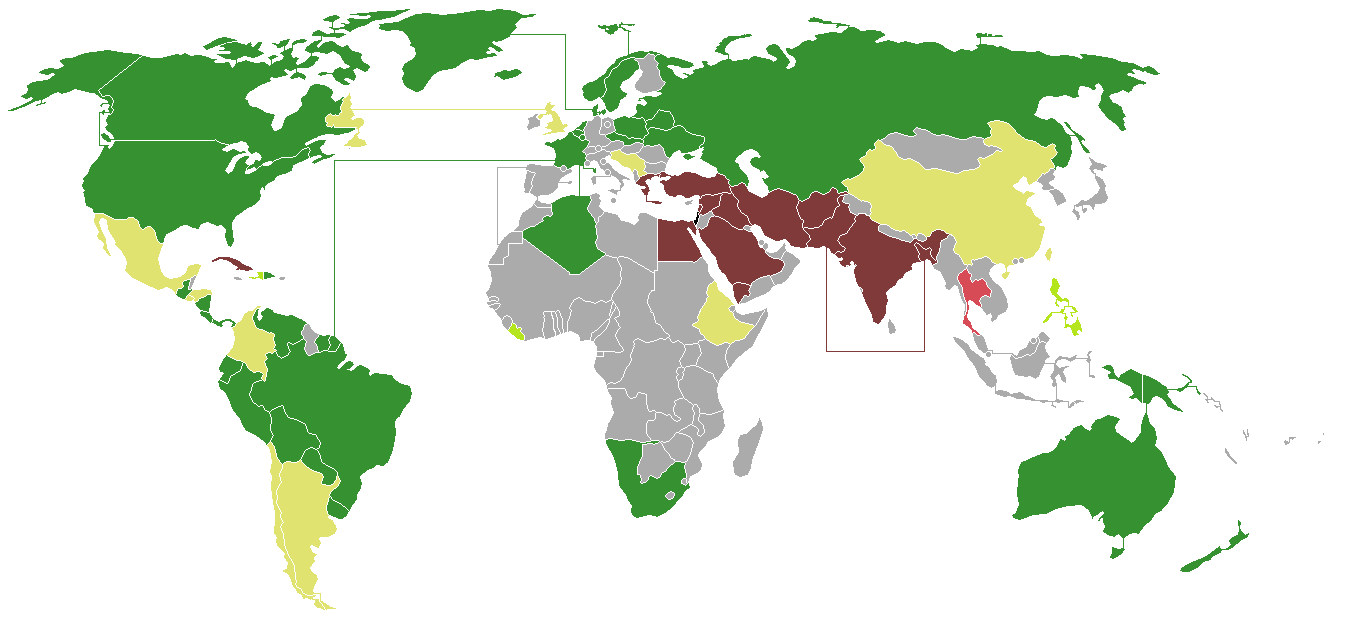
유엔 총회 결의 제181호 찬반 투표 결과
찬성
기권
반대
불참

| - 찬성 (33개국) - 과테말라 - 남아프리카 공화국 - 네덜란드 - 노르웨이 - 뉴질랜드 - 니카라과 - 덴마크 - 도미니카 공화국 - 라이베리아 - 룩셈부르크 - 미국 - 베네수엘라 - 벨기에 - 벨로루시 SSR - 볼리비아 - 브라질 - 소련 - 스웨덴 - 아이슬란드 - 아이티 - 에콰도르 - 오스트레일리아 - 우루과이 - 우크라이나 SSR - 체코슬로바키아 - 캐나다 - 코스타리카 - 파나마 - 파라과이 - 페루 - 폴란드 - 프랑스 - 필리핀 | - 반대 (13개국) - 그리스 - 레바논 - 사우디아라비아 - 시리아 - 아프가니스탄 - 예멘 - 이라크 - 이란 - 이집트 - 인도 - 쿠바 - 튀르키예 - 파키스탄 - 기권 (10개국) - 멕시코 - 아르헨티나 - 에티오피아 - 엘살바도르 - 영국 - 온두라스 - 유고슬라비아 - 중화민국 - 칠레 - 콜롬비아 - 불참 (1개국) - 태국 |

## 같이 보기
- 밸푸어 선언
- 후세인-맥마흔 서한